# Rogério Ceni
Rogério Mücke Ceni, mais conhecido como Rogério Ceni (Pato Branco, 22 de janeiro de 1973) é um treinador e ex-futebolista brasileiro que atuava como goleiro. Atualmente comanda o Bahia. 
Sendo o maior goleiro-artilheiro do mundo e lembrado como um dos maiores goleiros da história do futebol mundial, no auge (2005-2008) de sua carreira como jogador foi tomado como um dos cinco melhores goleiros então em atividade no mundo.[carece de fontes?] Além de suas habilidades defensivas e como pegador de pênaltis (é o goleiro que mais defendeu pênaltis na história do futebol,) tornou-se reconhecido por suas capacidades ofensivas (com 131 gols marcados, é o goleiro que mais fez gols na história de futebol, e um dos jogadores que mais fez gols de falta, igualando o número de Diego Maradona) e pela precisão de sua reposição de bola em chutes longos, contribuindo assim para armar o ataque.
Dentre outros inúmeros títulos, foi campeão da Copa do Mundo FIFA de 2002 com a Seleção Brasileira, e pelo São Paulo venceu a Copa Libertadores da América e o Mundial de Clubes da FIFA de 2005 (no qual foi escolhido o melhor jogador da competição), além de ter conquistado o Campeonato Brasileiro por três vezes consecutivas (2006, 2007 e 2008), sendo mais de uma vez escolhido o melhor jogador desta última competição.
Revelado em 1990 pelo Sinop, do Mato Grosso, foi contratado no mesmo ano pelo São Paulo, equipe da qual foi titular de 1997 até 2015 e é considerado o maior e melhor jogador da história do clube, por ter conquistado praticamente todos os títulos possíveis, sendo em muitos deles decisivo. Dentre suas principais características está a lealdade ao clube, que serviu por 25 anos ininterruptos, sendo atualmente o jogador que mais vestiu a camisa de um mesmo clube na história do futebol mundial, tendo superado Pelé, que vestiu a camisa do Santos em 1116 jogos, além do norte-irlandês Noel Bailie, que mantém o recorde europeu com 1014 jogos pelo Linfield United, e Ryan Giggs, que disputou 963 partidas pelo Manchester United.
Rogério possui inúmeros outros recordes expressivos, tal como o jogador que mais vezes foi capitão de uma mesma equipe (982 jogos), e também o de jogador que mais venceu por um mesmo clube na história (com mais de 601 vitórias, batendo o recorde de Ryan Giggs, que era de 589 vitórias). Ficou conhecido pela torcida são-paulina como Mito (com variações como M1TO ou até mesmo M1T000, em referência aos mais de mil jogos pelo clube), um apelido criado pelo jornalista Vitor Birner em meados do ano 2000, com reconhecimento pelo espírito profissional, raçudo e comprometido com o clube, apelido o qual, depois das grandes atuações e dos vários títulos importantes entre 2005 e 2008, se popularizou. Em 2021, entrou numa lista seleta de pessoas que conquistaram o Campeonato Brasileiro como jogador e como técnico de futebol, sendo o 8° a conseguir tal feito.

## Carreira como jogador

### Início no Sinop
Nascido no interior do Paraná, na cidade de Pato Branco, mas tendo crescido no estado de Mato Grosso, ele foi revelado como goleiro pelo Sinop Futebol Clube, da cidade homônima, onde até hoje moram a maior parte de seus familiares e onde obteve seu primeiro título profissional. Com apenas 17 anos, em 1990, foi lançado pelo então técnico do Sinop, Nilo Neves ao time profissional, na época ele se dividia entre o trabalho no Banco do Brasil e a prática esportiva. Sua primeira partida de futebol profissional foi no dia 15 de abril de 1990, contra o Cáceres. Pelo clube mato-grossense, Rogério Ceni realizou 11 partidas e sofreu seis gols.

### São Paulo
Foi contratado com 17 anos pelo São Paulo, em 7 de setembro de 1990, ficando com o posto de quarto goleiro. Foi vice-campeão da Copa São Paulo de Futebol Júnior de 1992 na condição de reserva do promissor Alexandre, numa decisão perdida nos pênaltis para o Vasco da Gama de Valdir Bigode. Em julho de 1992, após a fatídica morte do goleiro Alexandre num acidente de carro, Rogério Ceni subiu em definitivo para o time e foi promovido a terceiro goleiro do time profissional, através de Telê Santana, começando a ser inscrito para alguns jogos do campeonato paulista, mais precisamente no dia 20 de agosto no empate de 0 a 0 contra o Guarani em Campinas, quando sentou no banco de reservas de Zetti pela primeira vez na carreira. Foi inscrito para a Supercopa da Libertadores daquele ano.
Em 1993 voltou para os juniores sendo campeão como titular da Copa São Paulo. Sempre se espelhando em Zetti, o jovem batalhou muito e imediatamente subiu como reserva absoluto. Nesse mesmo ano, aos vinte anos de idade fez sua estreia como profissional no dia 25 de junho de 1993, contra o Tenerife no Torneio Santiago de Compostela, pegando um pênalti na vitória do São Paulo por 4 a 1. Fez parte do elenco vitorioso que ganhou vários títulos, comandado por Telê Santana. Nesta fase, integrou a equipe de baixo, conhecida como "Expressinho", que conquistou o título da Copa CONMEBOL, em 1994, com o então jovem treinador Muricy Ramalho (que se tornou seu amigo pessoal) no comando da equipe. Depois de seis anos de espera, após a saída de Zetti em 1996 para o Santos, Rogério Ceni assumiu a posição de goleiro titular do time. Inicialmente, era conhecido apenas como "Rogério"; passou a ser chamado também pelo sobrenome posteriormente.
Recebeu por seis vezes a Bola de Prata, prêmio este concedido pela revista Placar ao melhor jogador da posição durante o Campeonato Brasileiro, e no ano de 2008, além do troféu de prata, recebeu a Bola de Ouro como o melhor jogador do Campeonato Brasileiro. Rogério Ceni é o segundo jogador mais premiado do prêmio Bola de Prata na história do futebol brasileiro, atrás apenas de Zico. Em 2001, o São Paulo recebeu um documento cujo teor era o de uma proposta oficial do Arsenal para contratar o jogador. O documento era timbrado pela empresa Tango Sports Marketing, que pertencia ao empresário de Rogério, Oliveira Júnior. Todavia, tanto o clube inglês quanto Oliveira Júnior negaram ter feito a proposta. O presidente do São Paulo, Paulo Amaral, suspendeu Rogério Ceni por 29 dias, acusando-o de haver forjado o documento para obter aumento salarial. Por conta desta "rusga" com o presidente do clube, jornais, à época, chegaram a noticiar que a final da Copa dos Campeões de 2001, contra o Flamengo, seria a última partida de Rogério com a camisa do clube. Por fim, Rogério entendeu-se com os dirigentes, foi reintegrado à equipe e ganhou um aumento. O caso foi referido pela jornalista Milly Lacombe, que afirmou no programa televisivo Arena Sportv que Rogério havia forjado uma assinatura. O jogador processou-a por calúnia e obteve ganho de causa.

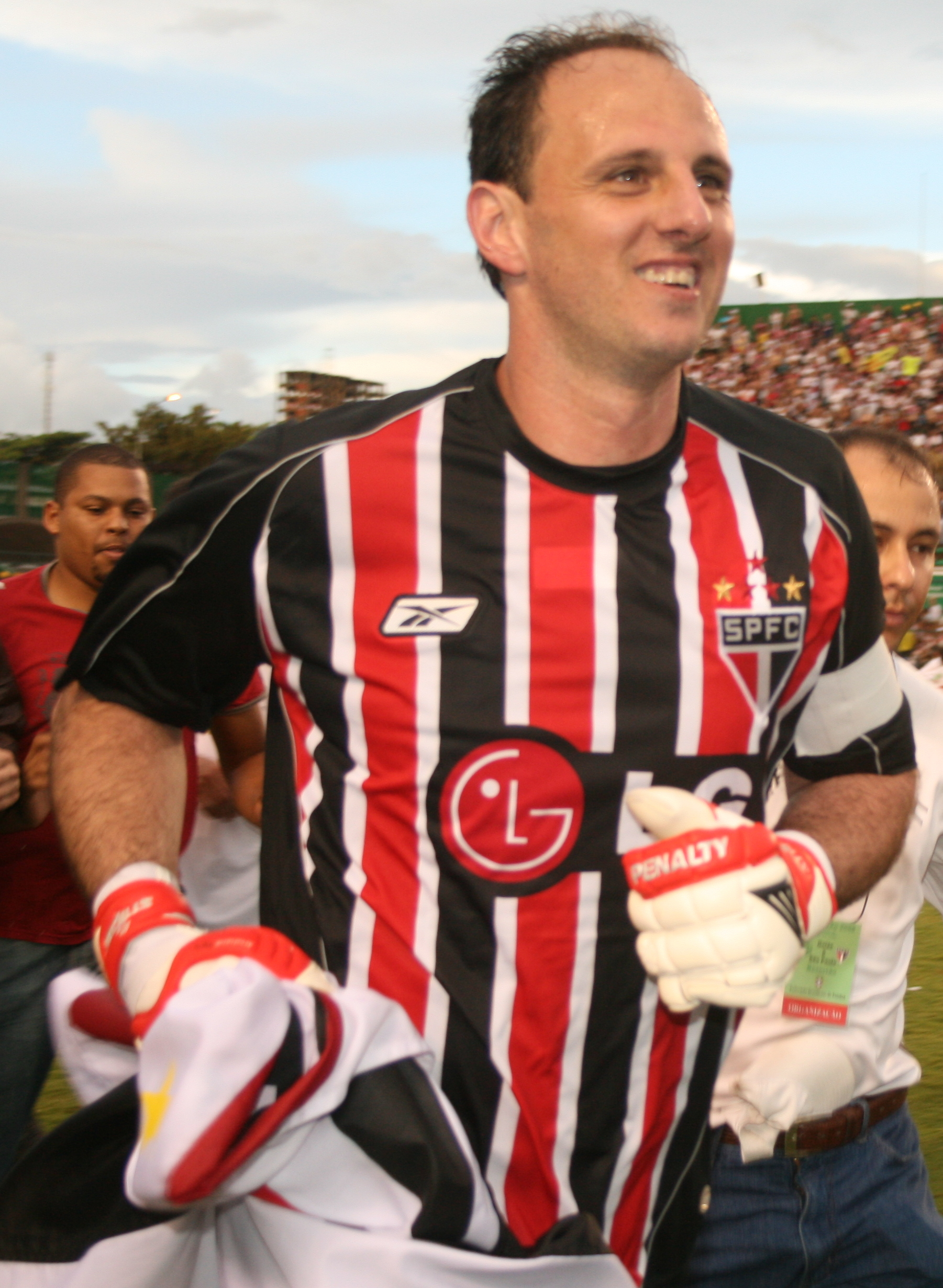
Ceni pelo São Paulo em 2008

2005 foi o melhor ano da carreira de Rogério, pois ele foi o líder do time vencedor que conquistou o Campeonato Paulista, a Libertadores e o Mundial de Clubes, sendo ainda o ano em que o goleiro mais balançou as redes adversarias e entrou de vez como um dos maiores ídolos da história do São Paulo. Para coroar as boas atuações individuais, foi eleito o melhor jogador da Libertadores e do Mundial de Clubes da FIFA. No ano de 2006 foi condecorado com o troféu de ouro concedido para o melhor goleiro do Campeonato Brasileiro, juntamente com o troféu de melhor jogador do campeonato, prêmios concedidos pela CBF em grande festa realizada no Teatro Municipal do Rio de Janeiro. Marcou 21 gols em 2005 e 16 gols em 2006, sendo artilheiro do time em ambas as temporadas. Em 2007, voltou a receber o prêmio de Melhor Goleiro do Campeonato Brasileiro, além de Craque do Brasileirão e Craque da Torcida, todos concedidos pela CBF.
Rogério entrou três vezes na lista dos dez melhores goleiros do mundo, elaborada anualmente pela Federação Internacional de História e Estatísticas do Futebol (IFFHS), entidade com sede na Alemanha. Em 2005 foi o nono colocado, em 2006 ficou na sexta colocação e em 2007 ficou na quinta colocação. Foi indicado ao prêmio Bola de Ouro, da revista France Football, em 2007, sendo o primeiro jogador atuando na América do Sul a concorrer ao prêmio, mas acabou ficando em um vigésimo sétimo lugar. Depois dele, Neymar foi indicado ao prêmio Bola de Ouro da FIFA em 2011, sendo o segundo a ser indicado pela France Football e o primeiro a ser indicado pela FIFA.
Seu profissionalismo e dedicação ao clube e o carisma que tem junto a torcida são destaques que marcam a carreira do jogador, e determinantes para ter recebido o slogan: "Todos têm goleiros, só nós temos Rogério Ceni". No dia 7 de setembro de 2010, Rogério Ceni completou vinte anos vestindo a camisa do São Paulo, sendo três deles pelas categorias de base. Já no dia 7 de setembro de 2011, Ceni fez seu milésimo jogo pelo São Paulo, no qual venceu por 2 a 1 o Atlético Mineiro.
Em 27 de março de 2011, Rogério Ceni alcançou a marca de 100 gols na carreira no jogo válido pelo campeonato paulista contra o Corinthians, jogo no qual acabou 2 a 1 para o tricolor paulista. No dia 27 de janeiro de 2012 Ceni operou o ombro para corrigir uma instabilidade em seu ombro direito, lesionado doze dias antes, com previsão de volta em seis meses. Seu retorno aos gramados ocorreu no dia 29 de julho, na vitória do São Paulo por 4 a 1 sobre o Flamengo. Marcou seu primeiro gol depois da volta contra o Bahia, no jogo de ida pela Copa Sul-Americana. Em 2014 Ceni criticou duramente a CBF e fez parte do movimento por melhorias na estrutura do futebol brasileiro, denominado Bom Senso F.C..

### Aposentadoria
No dia 5 de junho de 2015, Rogério Ceni prorrogou seu contrato com o São Paulo, desta vez o termo aditivo estendeu o contrato até 31 de dezembro de 2015, permitindo assim que ele disputasse mais uma vez o Campeonato Brasileiro e a Copa do Brasil. Esta foi a segunda vez que o atleta adiou sua aposentadoria.
Sua última partida oficial pelo São Paulo foi em 28 de outubro de 2015, na derrota para o Santos na Vila Belmiro por 3 a 1, pela Copa do Brasil.
No dia 11 de dezembro do mesmo ano, Rogério fez sua despedida oficial dos gramados. Em jogo festivo no Estádio do Morumbi, foram reunidos alguns jogadores que foram campeões mundiais pelo São Paulo, que foram distribuídos em duas equipes: os campeões de 1992 e 1993 contra os campeões de 2005. O goleiro atuou pela equipe de 2005, convertendo um pênalti no final da partida. A banda Ira! fez um show no intervalo do jogo e Rogério, junto com o vocalista Nasi, cantou "Envelheço na Cidade". Ao final do jogo, Rogério agradeceu aos torcedores pelos 25 anos de São Paulo, e declarou: "Gostaria que, quando eu morresse, eu fosse cremado e as minhas cinzas fossem jogadas aqui no Morumbi, para que eu possa sempre lembrar do que aconteceu".

## Seleção Nacional
Participou de 17 partidas pela Seleção Brasileira. Porém, não obteve com a camisa do Brasil o mesmo sucesso que conseguiu no São Paulo.
Sua primeira convocação aconteceu em abril de 1996, para o amistoso contra a África do Sul. No entanto, foi na Copa das Confederações FIFA de 1997 que teve a oportunidade de entrar pela primeira vez em campo. Mas, ainda assim, se indispôs com o então técnico Zagallo. O goleiro reclamou publicamente da “brincadeira” de outros jogadores de, sem permissão, cortar o cabelo dos colegas, alegando que faltava liderança na equipe. Isso irritou o Velho Lobo, que viu falta de respeito com a comissão técnica e não o convocou mais, o tirando de qualquer chance de ser convocado para a Copa do Mundo FIFA de 1998.
Com a entrada de Vanderlei Luxemburgo no comando da Seleção, depois da Copa na França, o goleiro teve nova chance, e passou a ser o goleiro titular do Brasil. Mas se queimou ao não admitir em público sua falha em dois gols tomados, no empate de 2 a 2, em um amistoso contra o Barcelona, em 1999.
Depois de um longo exílio, o goleiro voltou a ser convocado pelo técnico Emerson Leão, em 2000, onde voltou a ser o titular do Brasil. Na vitória por 1 a 0 sobre a Colômbia, no dia 17 de novembro, pelas Eliminatórias da Copa do Mundo FIFA de 2002, Rogério teve a chance de bater uma falta e quase marcou o seu primeiro gol com a camisa amarelinha.
Acabou caindo novamente da titularidade quando Luiz Felipe Scolari assumiu o comando da Seleção, onde tinha em Marcos seu goleiro de confiança. Ainda assim, foi convocado para a Copa do Mundo FIFA de 2002 e integrou o elenco pentacampeão do mundo como terceiro goleiro.
Ceni representou o Brasil em outro mundial quatro anos depois, sendo convocado por Carlos Alberto Parreira para a Copa do Mundo FIFA de 2006, realizada na Alemanha. No dia 22 de junho, na goleada por 4 a 1 contra o Japão, em jogo válido pela terceira rodada do Grupo F, Ceni substituiu Dida aos 36 minutos do segundo tempo, tendo a oportunidade de estrear em uma Copa do Mundo. Este fato significou a quebra de um tabu que já durava 40 anos, pois a última vez que a Seleção Brasileira tinha utilizado dois goleiros numa mesma Copa havia sido em 1966, na Inglaterra.

### Jogos pela Seleção Brasileira
Lista de jogos do goleiro Rogério Ceni pela Seleção Brasileira.
|     | Data                   | Local                      | Adversário     | Placar | Estádio                     | Competição                     |
| --- | ---------------------- | -------------------------- | -------------- | ------ | --------------------------- | ------------------------------ |
| 1.  | 16 de dezembro de 1997 | Riad, Arábia Saudita       | México         | 3–2    | Estádio Rei Fahd            | Copa das Confederações de 1997 |
| 2.  | 14 de outubro de 1998  | Washington, Estados Unidos | Equador        | 4–1    | RFK Stadium                 | Amistoso                       |
| 3.  | 11 de novembro de 1998 | Fortaleza, Brasil          | Rússia         | 5–1    | Estádio Castelão            | Amistoso                       |
| 4.  | 28 de março de 1999    | Seul, Coreia do Sul        | Coreia do Sul  | 0–1    | Estádio Olímpico            | Amistoso                       |
| 5.  | 31 de março de 1999    | Tóquio, Japão              | Japão          | 2–0    | Estádio Nacional de Tóquio  | Amistoso                       |
| 6.  | 28 de abril de 1999    | Barcelona, Espanha         | Barcelona      | 2–2    | Camp Nou                    | Amistoso                       |
| 7.  | 3 de setembro de 2000  | Rio de Janeiro, Brasil     | Bolívia        | 5–0    | Estádio do Maracanã         | Elim. Copa do Mundo de 2002    |
| 8.  | 8 de outubro de 2000   | Maracaibo, Venezuela       | Venezuela      | 6–0    | Estádio "Pachencho" Romero  | Elim. Copa do Mundo de 2002    |
| 9.  | 15 de novembro de 2000 | São Paulo, Brasil          | Colômbia       | 1–0    | Estádio do Morumbi          | Elim. Copa do Mundo de 2002    |
| 10. | 3 de março de 2001     | Pasadena, Estados Unidos   | Estados Unidos | 2–1    | Rose Bowl                   | Amistoso                       |
| 11. | 7 de março de 2001     | Guadalajara, México        | México         | 3–3    | Estádio Jalisco             | Amistoso                       |
| 12. | 28 de março de 2001    | Quito, Equador             | Equador        | 0–1    | Estádio Olímpico Atahualpa  | Elim. Copa do Mundo de 2002    |
| 13. | 25 de abril de 2001    | São Paulo, Brasil          | Peru           | 1–1    | Estádio do Morumbi          | Elim. Copa do Mundo de 2002    |
| 14. | 21 de agosto de 2002   | Fortaleza, Brasil          | Paraguai       | 0–1    | Estádio Castelão            | Amistoso                       |
| 15. | 27 de abril de 2005    | São Paulo, Brasil          | Guatemala      | 3–0    | Estádio do Pacaembu         | Amistoso                       |
| 16. | 1 de março de 2006     | Moscou, Rússia             | Rússia         | 1–0    | Estádio Lokomotiv de Moscou | Amistoso                       |
| 17. | 22 de junho de 2006    | Dortmund, Alemanha         | Japão          | 4–1    | Westfalenstadion            | Copa do Mundo de 2006          |

## Carreira como treinador

### São Paulo

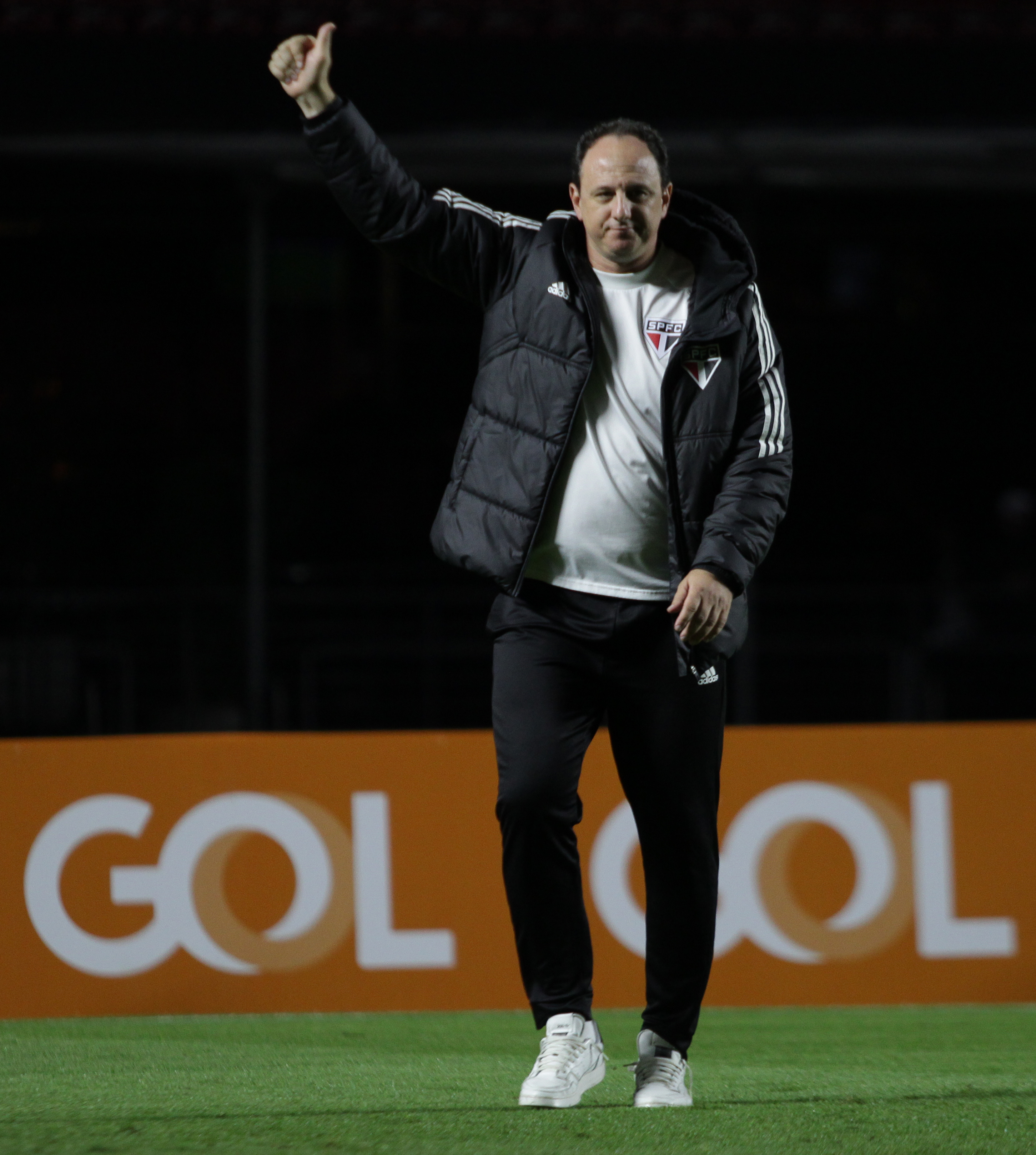
Ceni como treinador do São Paulo, em 2022.

Em 2016, foi auxiliar do então técnico da Seleção Brasileira, Dunga, para a Copa América Centenário. No dia 24 de novembro de 2016, foi anunciado como novo técnico do São Paulo, assinando vínculo de dois anos, até o fim de 2018, e assumindo a nova função a partir do início da temporada 2017. Se apresentou dia 8 de dezembro, após sua apresentação ter sido adiada pelo fato trágico ocorrido com a equipe da Chapecoense.
Sua primeira partida no comando do São Paulo ocorreu no dia 19 de janeiro de 2017, em jogo contra o River Plate, válido pela Florida Cup. Após empate em 0 a 0 no tempo normal, o São Paulo venceu por 8 a 7 na disputa de pênaltis, onde enfrentou o Corinthians na final do torneio. Na decisão contra o Corinthians, após um novo empate em 0 a 0, o São Paulo venceu a disputa de pênaltis por 4 a 3, dando a Ceni seu primeiro título como treinador de futebol. Em sua primeira partida oficial, estreou com derrota por 4 a 2 contra o Audax, pelo Campeonato Paulista. Sua primeira vitória ocorreu em 9 de fevereiro, em partida contra o Moto Club, válida pela Copa do Brasil. Em sua primeira partida comandando o São Paulo no Morumbi, goleou a Ponte Preta por 5 a 2, sendo a primeira vitória do Campeonato Paulista desse ano. Em seu primeiro clássico, venceu o Santos por 3 a 1 em plena Vila Belmiro. No dia 3 de julho de 2017, um dia após a derrota por 2 a 0 para o Flamengo, pelo Campeonato Brasileiro, foi demitido pelo São Paulo. No total, comandou o time por 37 jogos, conquistando catorze vitórias, treze empates e dez derrotas.

#### Polêmica
No ponto de vista de algumas pessoas, Rogério Ceni haveria sido contratado para comandar o clube paulista em 2017 apenas para ajudar na recandidatura de Carlos Augusto de Barros e Silva, o Leco, então presidente do São Paulo. O técnico foi contratado no final de 2016 com um projeto de trazer de volta as glórias passadas do São Paulo, além de ajudar o time a encontrar novamente o rumo das vitórias e títulos. Porém, com o passar do tempo, o que aconteceu foi um desmanche do clube com a venda de jogadores fundamentais para o elenco. O resultado foi um time cada vez mais enfraquecido e um acúmulo de maus resultados que levaram até a demissão do mesmo, um pouco depois de Leco já ter sido reeleito presidente do Tricolor Paulista.

### Fortaleza
No dia 10 de novembro de 2017, assinou com o Fortaleza para 2018, no ano do centenário do clube. Fez sua estreia oficial no comando do Fortaleza em 17 de janeiro, na vitória por 4 a 0 sobre o Uniclinic, em jogo válido pela segunda rodada do Campeonato Cearense. Terminou o Campeonato Cearense com o vice-campeonato após duas derrotas nas finais para o rival Ceará. Na Série B, teve um grande inicio, chegando a liderar o campeonato de forma isolada, conquistando o título simbólico de campeão do primeiro turno. Conseguiu o acesso matemático para a Série A de 2019 na 34ª rodada, após vitória por 2 a 1 sobre o Atlético Goianiense, fora de casa. Na 36ª rodada, após uma vitória por 1 a 0 sobre o Avaí, conquistou o título com duas rodadas de antecedência, sendo seu primeiro título oficial como treinador — já havia vencido o torneio amistoso Florida Cup com o São Paulo em 2017. Em 30 de novembro, o Fortaleza anunciou a renovação do contrato de Ceni para a temporada de 2019.
Em sua segunda temporada, conquistou o Campeonato Cearense após vitória nos dois jogos da final sobre o Ceará, conquistando seu segundo título no comando do Fortaleza. Na mesma temporada também foi campeão da Copa do Nordeste, após vencer os dois jogos da finalíssima sobre o Botafogo-PB pelo placar mínimo de 1 a 0, conquistando assim seu terceiro título como treinador e terceiro título seguido no comando do Leão em apenas seis meses.

### Cruzeiro
Em 11 de agosto de 2019, o Fortaleza confirmou a saída de Ceni para comandar o Cruzeiro, com contrato até o fim de 2020. O treinador estreou pelo clube mineiro com vitória por 2 a 0 sobre o Santos, em partida válida pela 15ª rodada do Campeonato Brasileiro. Porém, foi demitido com menos de dois meses no cargo, após uma sequência de cinco jogos sem vitória. O estopim foi a ausência do meia Thiago Neves na partida contra o Ceará, que terminou em 0 a 0. Após o empate no Castelão, Ceni se desentendeu com alguns líderes do elenco e teve a sua demissão confirmada no dia 26 de setembro após reunião com Itair Machado, vice-presidente de futebol do clube.

### Retorno ao Fortaleza
A volta de Ceni ao Fortaleza foi anunciada em 29 de setembro, menos de dois meses depois do técnico deixar o clube cearense.
Na partida contra o Grêmio, em 19 de outubro, completou 100 jogos no comando do Fortaleza. A conta leva em consideração apenas jogos oficiais e considera ainda as partidas contra o São Bento, fora de casa, pela Série B de 2018, e o duelo contra o Flamengo. Em ambos, Rogério Ceni estava suspenso, mas escalou o time e acompanhou a partida do camarote do estádio. Na 35ª rodada, venceu o Santos por 2 a 1, garantindo a permanência do Fortaleza na primeira divisão do Campeonato Brasileiro. Na rodada seguinte, após vitória por 2 a 1 sobre o Goiás no Serra Dourada, classificou o Fortaleza pela primeira vez a uma competição internacional, a Copa Sul-Americana de 2020. Após o fim da temporada, teve seu nome especulado para comandar o Athletico Paranaense e o Santos, mas acabou renovando seu contrato até o fim de 2020.
Em 9 de novembro de 2020, Ceni rescindiu contrato com o Fortaleza para assumir o comando do Flamengo.

### Flamengo

#### 2020
Em 10 de novembro de 2020, Rogério Ceni foi anunciado como treinador do Flamengo com contrato válido até dezembro de 2021.
No dia 26 de fevereiro de 2021, sagrou-se campeão do Campeonato Brasileiro de 2020, adiado por conta da pandemia de COVID-19. O título foi comemorado no estádio do Morumbi, ambiente muito frequentado pelo treinador durante sua carreira como goleiro. Ele entrou nesse dia para um grupo seleto de pessoas que ganharam o campeonato brasileiro como jogador e como técnico.
Uma de suas marcas na equipe campeã brasileira de 2020 foi recuar o volante Willian Arão para atuar de zagueiro, e colocar o meia Diego Ribas para atuar como primeiro volante. A ideia de Ceni com essas mexidas foi melhorar a saída de bola da equipe. Foi a partir dessas mexidas que o Flamengo engrenou no campeonato e finalmente alcançou a primeira posição, na penúltima rodada do certame.

#### 2021
Após o título brasileiro, ganhou folga juntamente com o elenco principal para o início do Campeonato Carioca, retornando ao comando da equipe principal em 31 de março, na vitória por 3 a 0 sobre o Bangu. Conquistou seu segundo título no comando do Flamengo no dia 11 de abril, ao derrotar o Palmeiras nos pênaltis, pela Supercopa do Brasil. Já em 22 de maio, conquistou o Campeonato Carioca ao derrotar o Fluminense por 3 a 1. 
Na madrugada do dia 10 de julho, Ceni foi demitido após uma derrota para o Atlético Mineiro por 2 a 1 no Mineirão. Ao todo, comandou o Flamengo em 45 partidas, com 23 vitórias, 11 empates e 11 derrotas, obtendo 59,3% de aproveitamento.

### Retorno ao São Paulo

#### 2021
Em 13 de outubro de 2021, Rogério Ceni aceitou a proposta para ser o novo técnico do São Paulo após a demissão de Hernán Crespo. Ceni assinou contrato até dezembro de 2022.
Conseguiu, no fim do ano, retirar o Tricolor Paulista da zona de rebaixamento do Campeonato Brasileiro, que o clube havia brigado para não entrar. Após uma vitória contra o Sport por 2 a 0, o São Paulo se salvou do rebaixamento. A equipe acabou ficando em 13º lugar, na zona de classificação para a Copa Sul-Americana de 2022.

#### 2022

##### Campeonato Paulista
No começo da temporada 2022, o cargo de Rogério Ceni foi muito contestado, pois o clube não havia vencido os três primeiros jogos do Campeonato Paulista, jogando muito mal e inclusive perdendo por 4 a 3 para o Red Bull Bragantino, de virada. Muitos torcedores chegaram a pedir a saída do treinador.
Após a primeira vitória na quarta partida contra o Santo André, Ceni deu uma entrevista curiosa sobre a situação do clube no momento e seu relacionamento com as pessoas do clube: 
| “ | Meu relacionamento com jogadores, funcionários... Eu conheço os mesmos porteiros e o pessoal da cozinha há 20 anos. Cumprimento todos, trato bem todos. Tem departamento que precisa melhorar mesmo. Quando eu cheguei não tinha água na piscina, tinha cadeira e mesa. Eu sou o cara chato que pediu para colocar água na piscina. Exemplo, se um jogador está parado há 30 dias no DM, quando eu vejo o jogador indo embora 13h45, penso que está perdendo a oportunidade de melhorar rápido. Quando eu me machucava, tratava de manhã, de tarde e de noite para voltar rápido... Então são ajustes e cobranças que geram insatisfação porque a pessoa tem que trabalhar por mais tempo. Eu penso no melhor para o clube. | ” |

Após expor parte da situação do clube, torcedores defenderam Rogério, argumentando que o treinador pensava na situação do clube e para o bem da instituição, aumentando o apoio para o comandante. Após isso, o time começou a engatar uma boa sequência de resultados, saindo até mesmo da zona de rebaixamento do estadual (posição que o clube ficou nos primeiros jogos).
Em 5 de março, após a vitória por 1 a 0 sobre o Corinthians, Rogério Ceni tornou-se o primeiro técnico na história do São Paulo a vencer todos os seus primeiros quatro clássicos disputados (número válido apenas desde seu retorno ao clube no ano anterior). Rubens Salles, Levir Culpi, Oswaldo Alvarez, Paulo Autuori e Muricy Ramalho eram os detentores do recorde; todos haviam vencido seus três primeiros clássicos disputados. Após a vitória no Majestoso, Ceni ganhou a fama de "M1TO dos clássicos" devido ao fato de ter ganhado todos os clássicos desde a sua volta ao Tricolor.
De cotado para o rebaixamento, o time de Rogério chegou a final do campeonato e enfrentou o Palmeiras de Abel Ferreira. Apesar de ter vencido o jogo de ida por 3 a 1, no Morumbi, o São Paulo foi goleado por 4 a 0 no jogo de volta, no Allianz Parque, e terminou com o vice-campeonato. Na premiação do Paulistão 2022, que ocorreu no dia 4 de abril, Rogério foi eleito o melhor treinador da competição. A escolha foi muito questionada, pois Abel Ferreira havia sido o campeão com uma ótima campanha.

##### Brasileirão
No Brasileirão, após o vexame na final do Paulista, a equipe de Rogério buscava pelo menos uma classificação para a Copa Libertadores de 2023, tentando voltar a competição após uma temporada fora do maior torneio continental da América. Na estreia do campeonato a equipe atropelou o Athletico por 4 a 0, com direito a hat-trick de Calleri, e foi o líder da 1ª rodada. Nas 10 primeiras rodadas, o time de Ceni colecionou três vitórias, uma derrota e seis empates, sendo a maioria deles tendo a possibilidade do Tricolor ir à liderança do campeonato. A equipe acabou ficando com uma fama de fazer ótimos primeiros tempos, chegando a abrir o placar em quase todos, porém caindo completamente de rendimento na segunda etapa e levando o empate. Ceni foi criticado pelos torcedores por suas substituições no mínimo questionáveis nas viradas de segundo tempo quando o time parecia estar muito bem do jeito que foi a campo, como na partida contra o Corinthians, onde o São Paulo vinha de um ótimo 1º tempo e vitória de 1 a 0, podendo derrubar o tabu de nunca ter vencido o rival na Neo Quimica Arena, quando Rogério substituiu três vezes e consecutivamente a equipe caiu de rendimento e cedeu o empate.
Após um frustrante empate por 3 a 3 contra o Goiás, levando o terceiro gol nos acréscimos do segundo tempo, a equipe de Rogério terminou o primeiro turno do Brasileirão em 10ª colocada com apenas cinco vitórias (contra Athletico, Santos, Cuiabá, América-MG e Atlético-GO), preocupantes 11 empates (contra Bragantino, Fortaleza, Corinthians, Ceará, Coritiba, Juventude, Atlético, Fluminense, Internacional e Goiás) e três derrotas (contra Flamengo, Botafogo e Palmeiras), marcando 28 gols (4º melhor ataque do primeiro turno) e sofrendo 24 gols (13ª pior defesa do primeiro turno).
Empatando todas as últimas quatro rodadas do primeiro turno (0 a 0 contra o Atlético, 2 a 2 contra o Fluminense, 3 a 3 contra Internacional e Goiás) o time de Ceni sofreu muito com lesões, muitas delas de jogadores titulares como o goleiro Jandrei, os zagueiros Miranda, Arboleda e Leo e o lateral-esquerdo Reinaldo. Rogério teve de usar muitos jovens jogadores da base no time titular, como os zagueiros Beraldo e Luizão (este último passando a jogar mais partidas, muitas como titular ) e o goleiro inexperiente Thiago Couto, que acabou indo muito mal nas três partidas que atuou, principalmente no empate por 3 a 3 contra o Internacional.
No segundo turno do Brasileirão, o Tricolor começou da pior forma. Ganhando apenas um dos seis primeiros jogos, e com as desvantagens nas copas, começava a ser debatida a permanência de Rogério no clube. Dentre as milhares de críticas ao técnico, 90% eram direcionadas a sua "teimosia" com certos jogadores (principalmente os revelados na base) que não rendiam, em contraste com a falta de oportunidades de outros que ainda não tinham chances de jogar. Entre todas, a mais criticada disparadamente era a com o meia Igor Gomes (revelado na base e desde 2019 no profissional) que durante o ano inteiro mostrou um péssimo desempenho e mesmo assim era titular incontestável no meio campo. Surgia, inclusive, a ideia de que Igor era o "filho" de Rogério, em explicação irônica dele ter tantas partidas como titular. Após o meia ser expulso na partida de ida da Sul-americana, mais vaias e pressão da torcida e diretoria em cima do jogador foram criadas, ainda com a dúvida da renovação ou não de contrato com o jogador, e Rogério acabava como o pivô da história.
Na viagem do time para o Mato Grosso, em 3 de setembro, onde a equipe enfrentaria o Cuiabá pela 25ª rodada, Rogério se desentendeu com um torcedor que criticara o trabalho do treinador nas últimas partidas, ameaçando ir para cima do homem. Além disso, vaias a Igor também foram ouvidas na chegada.

##### Copa do Brasil
Na Copa do Brasil o time do São Paulo mais uma vez iniciava a busca do inédito título da competição e estreou logo na primeira fase, enfrentando o Campinense em jogo único no Paraíba. No regulamento do torneio, um empate classificava o Tricolor, então a equipe não fez esforços e empatou com os paraibanos por 0x0. Na fase seguinte, enfrentava o Manaus, dentro do Morumbi, também em jogo único. Diante de sua torcida, o time não decepcionou e saiu vitorioso por 2x0.
Na 3ª fase, agora com partidas de ida e volta, o Juventude foi o adversário. No jogo de ida, em Caxias do Sul, mesmo saindo do primeiro tempo derrotado por 2 a 0, a equipe empatou nos minutos finais e foi decidir em casa com um 2 a 2 favorável no agregado. Devido a eventos no Morumbi, a partida de volta foi na Arena Barueri (estádio que, inclusive, marcou o 100º gol de Ceni), e com a torcida presente, o São Paulo venceu por 2 a 0 e se classificou para as oitavas de final.
Desta vez a equipe enfrentou seu maior desafio e, provavelmente, o maior que poderia enfrentar: foi sorteada contra o rival Palmeiras, atual bicampeão da América e melhor time do continente sul-americano, nas oitavas de final. Porém no jogo de ida no Morumbi o Tricolor, que inclusive vinha de uma derrota humilhante para o mesmo Palmeiras no Brasileirão, surpreendeu e venceu o adversário por 1 a 0. Porém todo o cenário histórico viria na volta...
Dentro do Allianz Parque, o São Paulo vinha de um trauma passado relacionado a partidas de volta contra o Palmeiras na casa do rival: a recente final do Paulista. E tudo pareceu se repetir quando com apenas 12 minutos de jogo os alviverdes venciam por 2x0. Entretanto, tudo mudou após a entrada de Luciano no segundo tempo. Com 20 minutos da segunda etapa, o craque adversário Raphael Veiga perdeu um pênalti, e cerca de minutos depois Calleri sofreu um pênalti a favor do Tricolor, onde Luciano converteu e empatou o agregado em 2 a 2. Apesar da imensa pressão alviverde no jogo inteiro, a partida foi para as penalidades, onde o goleiro Jandrei brilhou e o meia Igor Gomes, que teve suas escalações tantas vezes questionadas à Rogério, bateu o pênalti que sacramentou a classificação heroica da equipe. Com isso, o Tricolor aumentou sua vantagem elástica de superioridade em cima do rival em mata-matas, chegando a 15 classificações em 20 confrontos eliminatórios sobre o Palmeiras.
Em sorteio, foi decidido que o São Paulo enfrentaria o América-MG nas quartas-de-final, decidindo o jogo fora de casa no Independência. Na partida de ida no Morumbi a equipe de Rogério fez uma partida regular e venceu os mineiros por 1 a 0, com gol de Luciano, mais uma vez. Além disso o goleiro inexperiente Thiago Couto, que havia passado por uma sequência de três jogos consecutivos falhando no Brasileirão devido a lesão do titular Jandrei e a falta de um reserva à nível, defendeu um pênalti de Iago Maidana na partida e garantiu a vitória Tricolor e o argentino recém-contratado Galoppo estreou pelo São Paulo, vindo como a maior contratação da história do clube.
No jogo de volta em Belo Horizonte, a equipe de Rogério abriu 2 a 0 no placar com 30 minutos de jogo, com dois gols de Luciano, porém com a expulsão do zagueiro Miranda levou o empate no segundo tempo. Entretanto, o time de Ceni foi guerreiro, copeiro e com muita raça segurou a partida até o final e se classificou para as semifinais.
O time enfrentaria o poderoso Flamengo. No primeiro jogo, no Morumbi, a equipe de Rogério foi melhor, jogou, porém contou com o azar a falta de técnica e acabou perdendo por 3 a 1 para os cariocas. Mesmo com o revés, ainda havia a esperança da classificação no Rio de Janeiro. Entretanto, com o Maracanã lotado o time mais uma vez jogou melhor, mas perdeu para o rival por 1 a 0 com gol de Arrascaeta e foi desclassificado da Copa do Brasil.

##### Copa Sul-Americana
A colocação do Brasileirão anterior classificou o Tricolor para a Copa Sul-Americana de 2022. Em um grupo com Ayacucho, Everton de Viña e Jorge Wilstermann, o São Paulo passou de forma invicta (cinco vitórias e um empate) com a liderança e 2ª melhor campanha da competição. A partida contra o Ayacucho, pela 5ª rodada da fase de grupos e terminada em 1 a 0 para o Tricolor, bateu um recorde histórico do clube: foi a partida em que mais atletas formados nas categorias de base do clube começaram a partida como titular. Com a exceção de Miranda, formado no Coritiba, todos os outros 10 iniciais saíram do CFA de Cotia.
Nas oitavas de final o time enfrentou o Universidad Católica. O jogo de ida, no Chile, marcava o reencontro de Rogério com o estádio San Carlos de Apoquindo, pois em 2013, no mesmo estádio, o ex-goleiro fez provavelmente a maior atuação de sua carreira, defendendo absolutamente tudo e rendendo até um documentário sobre a partida. Apesar do clima de comemoração, o que mais houve no jogo foi loucuras, isso porque o árbitro Christian Ferreyra expulsou questionavelmente três atletas são paulinos no confronto, além dos mais de 10 cartões amarelos. Apesar disso, o Tricolor foi heroico e venceu por 4x2, mesmo acabando com 8 jogadores em campo.
Na partida de volta, no Morumbi, o time não teve dificuldades nem com o adversário e nem com a arbitragem e goleou o adversário por 4 a 1 e se classificou para as quartas de final, onde enfrentaria o Ceará.
No jogo de ida contra os cearenses, no Morumbi, o Tricolor do Rogério venceu por 1 a 0, com gol de Nikão. No fim do jogo, entretanto, Calleri perdeu um pênalti que o próprio sofreu. Isso fez com que o rival Vina declarasse que a "pipocada" do argentino faria o Ceará se classificar. No jogo do Castelão, a equipe da casa abriu o placar no primeiro tempo, com a equipe de Ceni indo buscar o empate com Igor Vinícius, porém levando um gol de Guilherme Castilho, fazendo com que a decisão fosse novamente nas penalidades. Nelas, o goleiro Felipe Alves foi muito bem, o adversário Vina, que havia dito que o pênalti perdido iria os classificar, perdeu o que seria o pênalti decisivo e Patrick marcou o gol da classificação do São Paulo.
Nas semifinais, o Tricolor enfretara o Atlético Goianiense. Não vencendo as três partidas, o São Paulo enfrentaria os dragões na Serra Dourada. Com 30 minutos de jogo, com o placar em 1 a 1, o meia Igor Gomes foi expulso e o Tricolor ficou o restante do jogo com um a menos, o que culminou na vexatória derrota por 3 a 1. Após a partida, grande parte da torcida mirou três alvos: o goleiro Jandrei, pelas falhas em dois gols, o meia Igor Gomes (anteriormente citado, já explicado os motivos no subtítulo "Brasileirão") e, principalmente, o próprio Rogério, onde muitos torcedores já pediam a saída do treinador. Com o time vindo de quatro derrotas seguidas, teria que virar uma desvantagem de dois gols no Morumbi.
No jogo de volta, como disse o próprio Rogério, "a equipe tinha a obrigação de vencer a partida". E assim o time foi ao Morumbi com quase 54 mil pessoas, público recorde da competição, ir em busca de mais um milagre. Com a bola rolando, o time de Rogério já começou pressionando muito e abriu o placar com Patrick aos 3 minutos. Calleri ampliou aos 16', mas o gol foi anulado por uma falta do argentino. Com o segundo tempo com ainda mais pressão, o mesmo Patrick do primeiro gol marcou o segundo do São Paulo na partida aos 18 minutos da segunda etapa. Após o placar terminar agregado, pela 3ª vez no ano o Tricolor iria decidir uma classificação nos pênaltis. Com os rivais Baralhas e Léo Pereira perdendo suas cobranças, o argentino Galoppo bateu com muita frieza a penalidade final e, para a explosão do Morumbi, classificou o São Paulo para a final da Copa Sul-americana após 10 anos.
A Finalíssima seria em Córdoba, na Argentina, contra o Independiente del Valle. Entretanto, o time de Rogério fez uma atuação terrível e perdeu para os equatorianos por 2 a 0, mesmo com mais de 90% da torcida no Mario Kempes sendo de são-paulinos e com o time sendo, em teoria, superior ao adversário. Na entrevista coletiva, Rogério não garantiu sua permanência para 2023 e lamentou a derrota, além disso, o treinador não apareceu após o jogo para receber a medalha de vice-campeão.

##### Demissão
Ceni foi demitido do comando técnico do São Paulo em 19 de abril de 2023, horas depois da vitória contra o Puerto Cabello, pela Copa Sul-Americana. Segundo o portal ge, o desempenho ruim da equipe e o fato de não ter havido uma melhora após um período de treinos que se seguiu após a eliminação do Campeonato Paulista pesaram na decisão. Ceni saiu do São Paulo com 106 jogos, onde obteve 49 vitórias, 28 empates e 29 derrotas.

### Bahia
Foi contratado pelo Bahia no dia 8 de setembro de 2023, chegando com a missão de evitar o rebaixamento para a Série B. O treinador assinou contrato até o final de 2025.
No dia 06/12/2023, o Bahia de Rogério Ceni goleou o Atlético-MG por 4x1 garantindo a permanência na Série A do Brasileirão 

##### Campeonato Baiano
No Campeonato Baiano 2024, o Bahia ficou em primeiro lugar na primeira fase com 9 jogos, 6 vitórias, 1 empate e 2 derrotas. 
Na fase mata-mata, o Bahia eliminou o Jequié na semi-final, mas perdeu a final para o Vitória. 

##### Copa do Nordeste
Na fase de grupos, o Bahia se classificou em primeiro lugar, com 6 vitórias e 2 derrotas em 8 jogos. Nas quartas de final o Bahia goleou o Náutico de 3x0, e chegou na Semi-final da Copa do Nordeste. 

### Balanço Temporada
Rogério Ceni fechou a temporada com um número importante, ele foi o primeiro treinador a começar e encerrar o ano pelo Tricolor após 17 anos. Com Ceni, o Bahia fez 66 jogos no ano, com 34 vitórias, 20 derrotas e 12 empates, o que significa 57% de aproveitamento. Com ele, a equipe marcou 102 gols e sofreu 67.

## Características
Ceni destaca-se por ser o maior goleiro artilheiro na história do futebol mundial. Sua precisão nas cobranças, tanto de faltas quanto de pênaltis, fizeram dele, em agosto de 2006, o goleiro com o maior número de gols marcados na história do esporte, superando o paraguaio José Luis Chilavert. Chama a atenção também por ser o jogador com mais vitórias pelo mesmo time, superando o galês Ryan Giggs, do Manchester United, que possui 589 vitórias. Ultrapassou essa marca no jogo contra o Goiás, em 27 de outubro de 2014, em jogo válido pelo Campeonato Brasileiro.

### Goleiro artilheiro
O primeiro gol de Rogério foi marcado numa cobrança de falta em 15 de fevereiro de 1997, contra o União São João, em Araras, pelo Campeonato Paulista. Em 11 de setembro de 2005, ao fazer um gol de pênalti pelo Campeonato Brasileiro, se tornou o goleiro com mais gols em uma só temporada. Em 20 de agosto de 2006, Rogério tornou-se o maior goleiro artilheiro da história ao marcar, contra o Cruzeiro, em cobrança de falta ensaiada, seu 63º gol em partidas oficiais, superando a marca de 62 gols que antes pertencia ao goleiro paraguaio Chilavert. Nesse mesmo jogo marcou outro, de pênalti, chegando aos 64 gols.
Além do jogo em que quebrou o recorde, o goleiro artilheiro fez dois gols numa mesma partida outras quatro vezes. A primeira contra a Inter de Limeira, na casa do adversário, pelo Campeonato Paulista, em 25 de abril de 1999: vitória de 2 a 1 com um gol de pênalti e outro de falta. A segunda dobradinha veio em 17 de julho de 2004, pelo Campeonato Brasileiro, agora no Morumbi, outra vitória por 2 a 1, esta sobre o Figueirense, também com um pênalti e uma falta. No vitória por 4 a 0 frente ao Tigres, do México, pelas quartas-de-final da Copa Libertadores da América de 2005 fez dois gols de falta. Com um pênalti desperdiçado, Rogério perdeu a chance de marcar pela primeira vez três gols num mesmo jogo. O quarto jogo em que Rogério marcou dois gols em uma só partida foi contra o Club de Regatas Vasco da Gama, no Morumbi, pela décima sétima rodada do Campeonato Brasileiro de 2008. O placar foi 4 a 0 e o goleiro artilheiro anotou os dois últimos, um de pênalti e outro de falta.
Foi o artilheiro do time em 2005, com 21 gols, e em 2006 com 16 gols. O Palmeiras e o Cruzeiro são os times contra os quais mais fez gols (sete gols cada), seguido pelo Grêmio (seis gols). 2005 foi o ano em que mais marcou gols. Foram 21, sendo que o último deles foi na semifinal do Mundial de Clubes, contra o Al-Ittihad, o que o tornou no primeiro goleiro do mundo a marcar um gol no Mundial de Clubes.
É o goleiro que mais marcou gols no Campeonato Paulista, Copa dos Campeões, Torneio Rio-São Paulo, Copa Sul-Americana, Campeonato Brasileiro, Copa Libertadores da América e na Copa do Mundo de Clubes da FIFA (o único goleiro a marcar nesse torneio); é também o goleiro que mais marcou gols de falta, 62 (ou 60 pela IFFHS), sendo que um foi com bola rolando. É o goleiro que mais fez gols de pênalti da história do futebol mundial, superando Chilavert (que fez 45) em 4 de agosto de 2011, na vitória de 3 a 0 contra o Bahia, pelo Campeonato Brasileiro; é também o goleiro que mais deu assistências.
Em 25 de fevereiro de 2010, ao anotar, de falta, um gol sobre o Once Caldas na derrota de 2 a 1, tornou-se o maior artilheiro do São Paulo na história da Libertadores, isoladamente, com onze gols marcados.
Seu centésimo gol foi no dia 27 de março de 2011, pelo Campeonato Paulista, em jogo realizado em Barueri contra o Corinthians. De falta, Rogério contribuiu com a vitória por 2 a 1 da equipe tricolor, a qual decretou o fim de longo período de invencibilidade dos corintianos no clássico.
Em 2013, Rogério Ceni se tornou o 7º maior artilheiro do São Paulo em competições oficiais na história do clube. No dia 13 de novembro deste mesmo ano, ao anotar o gol de pênalti contra o Flamengo, se tornou, com 54 gols, ao lado de Careca, o terceiro maior artilheiro do São Paulo na história do Campeonato Brasileiro. Ficando atrás somente de Serginho Chulapa e Luís Fabiano.
Em 2015, no dia 29 de março, com um gol de falta sobre o Linense, no estádio do Morumbi, Rogério superou Marcelinho Carioca em número de gols de falta por um só clube, alcançando a marca de 60 gols de falta, contra 59 de Marcelinho. Em 3 de junho, com um gol de pênalti sobre o Santos, que decretou a vitória de 3 a 2 no clássico disputado no estádio do Morumbi, Rogério iguala o também ídolo Raí, tanto em gols no Morumbi (72), quanto em gols com a camisa do São Paulo (128). Três dias depois, com um gol de pênalti sobre o Grêmio, que decretou a vitória de 2 a 0 no jogo disputado no estádio do Morumbi, Rogério ultrapassa o também ídolo Raí tanto em gols no Morumbi (73), quanto em gols com a camisa do São Paulo (129).
Mário Sérgio foi o único treinador a vetar as cobranças de faltas de Rogério Ceni.
Atualmente é o quinto maior artilheiro do Estádio do Morumbi, com 74 gols, e o décimo maior da história do clube, com 131 gols, ultrapassando até mesmo o segundo maior ídolo do clube, Raí em ambos os critérios, com dados consolidados e finalizados até o dia 11 de dezembro de 2015 (data da despedida).

## Recordes
- Em 27 de julho de 2005, completou 618 jogos pelo São Paulo tornando-se o jogador que mais vezes atuou com a camisa do clube, quebrando o recorde de 617 partidas que pertencia a Valdir Peres;[202]
- Em 22 de julho de 2007, na vitória do São Paulo sobre o Cruzeiro por 2 a 1 no Mineirão, completou 309 jogos em campeonatos brasileiros atuando pelo mesmo time quebrando o recorde que pertencia a Roberto Dinamite que havia atuado em 308 partidas pelo Vasco;
- No dia 1 de setembro de 2007, com uma goleada de 6 a 0 sobre o Paraná, no Morumbi, Rogério se tornou o goleiro são-paulino com a maior série de jogos sem sofrer gols em Campeonatos Brasileiros, superando Valdir Peres, que ficou 694 minutos sem ser vazado, em 1983;[203] A série foi interrompida aos 47 minutos do segundo tempo da vitória de 2 a 1 sobre o Santos, em 15 de setembro, após nove jogos inteiros e dois parciais sem ter que ir buscar a bola no fundo das redes. No total, foram 990 minutos sem sofrer gols, que colocaram Rogério à frente da segunda maior sequência invicta da história do Campeonato Brasileiro (perde apenas para Emerson Leão que, jogando pelo Palmeiras em 1973, permaneceu invicto por 1057 minutos;
- No Campeonato Brasileiro de 2007, Rogério e o São Paulo com dezenove gols contra em 38 partidas se tornou o segundo goleiro menos vazado de toda a história de Campeonatos Brasileiros, perdendo apenas para Emerson Leão que jogando pelo Palmeiras em 1973 tomou treze gols;
- No dia 30 de abril de 2008, na partida contra o Nacional, do Uruguai, válida pelas oitavas de final da Copa Libertadores da América, completou a marca de 800 jogos;[204]
- No dia 19 de agosto de 2009, com um vitória sobre o Fluminense por 1 a 0, Rogério Ceni tornou-se o jogador que mais partidas jogou da história do Campeonato Brasileiro, superando Zinho, que jogou por Flamengo, Palmeiras e Cruzeiro, que detinha o recorde com 369 partidas;
- Na primeira partida pela repescagem na Copa Libertadores da América no Morumbi na goleada de 5 a 0 do São Paulo contra o Bolívar, Rogério Ceni chegou a 83 jogos superando o goleiro Manga e se tornando o brasileiro o recordista de Jogos na Copa Libertadores da América, com 82 jogos;
- No ano de 2006, com o título Brasileiro, Rogério Ceni se tornou o jogador com mais títulos conquistados oficiais com a camisa do São Paulo, superando o zagueiro Ronaldão e o atacante Müller com 13 títulos. São 22 títulos ao todo, sendo 16 deles em competições oficiais. Rogério ainda tem três títulos quando atuava nas categorias de base;
- É o segundo goleiro da história que tem mais títulos em um só clube, ficando atrás apenas do Português Vítor Baía que conquistou 27 títulos pelo Porto;
- Em 28 de outubro de 2010, em partida contra o Clube Atlético Paranaense (2 a 1 para o São Paulo) pelo Campeonato Brasileiro, chegou a marca de 700 jogos como capitão de um time, marca ainda não alcançada por nenhum outro jogador (é o atleta que mais entrou com a tarja de capitão no mundo). Ele recebeu a tarja de capitão no ano de 1999;[205]
- No dia 28 de abril de 2010, completou 900 jogos pelo São Paulo Futebol Clube, no empate com o Universitario, na cidade de Lima;[206]
- Em 23 de julho de 2011, na partida contra o Atlético Goianiense com 108 jogos consecutivos superou o goleiro Suly, que na década de 1960 atuou em 107 partidas seguidas na meta tricolor e se isolou como jogador que mais vezes atuou consecutivamente da história do São Paulo.[207] A sequência foi quebrada quando ele completou 132 jogos seguidos e não pôde jogar o próximo, contra o Vasco, devido a dores no tornozelo esquerdo. Na partida foi substituído por Denis e o resultado foi 0 a 0;[208]
- Depois da aposentadoria do zagueiro norte-irlandês Noel Bailie, no dia 30 de abril de 2011, Rogério Ceni se tornou o jogador em atividade com o maior número de partidas por um só clube. Bailie tinha 1.014 jogos pelo Linfield e Ceni tinha 974 jogos na época;[209]
- Em 22 de maio de 2011, na partida contra o Fluminense válida pela primeira rodada do Campeonato Brasileiro completou uma série de 8786 minutos. É o atleta que mais minutos consecutivos jogou na história do São Paulo. Nesta partida foi substituído por Denis aos onze minutos do segundo tempo devido a dores no tornozelo esquerdo;[210]
- É o goleiro do São Paulo que mais venceu e que tem melhor aproveitamento em disputas de pênalti pós-jogo: 12 (em 16);
- Rogério é o maior vencedor do Troféu Mesa Redonda: ganhou as edições de 2004, 2005, 2006 e 2007;
- Rogério é o maior vencedor da Bola de Prata, premiação concedida pela revista Placar para os melhores de cada posição no Campeonato Brasileiro, ele ganhou em 2000, 2003, 2004, 2006, 2007, 2008 e em 2008 ganhou uma Bola de Ouro;
- Em 7 de setembro de 2011, completou 1000 partidas pelo clube do Morumbi, tornando-se o terceiro jogador a atuar mais partidas pelo mesmo clube no Brasil.
- No dia 8 de junho de 2011, completou 100 jogos consecutivos na meta tricolor, contra o Atlético-MG pela terceira rodada do Campeonato Brasileiro. A última vez que Rogério desfalcou o time foi contra o Mirassol pelo Campeonato Paulista de 2010, quando os titulares foram poupados para a disputa da Copa Libertadores;[211]
- No dia 16 de outubro de 2012, na vitória do São Paulo sobre o Figueirense, o goleiro Rogério Ceni completou uma marca de 500 jogos no estádio tricolor. É o recordista geral de jogos no Estádio do Morumbi;
- No dia 8 de setembro de 2013, pela 19º rodada do Campeonato Brasileiro, Rogério Ceni comemorou uma marca de 500 jogos em campeonatos nacionais, sendo disparado o recordista absoluto de atuações.
- É o jogador que mais entrou em campo com a faixa de capitão no mundo: 980 jogos.
- No dia 24 de novembro de 2013 completou 1.117 jogos com a camisa do São Paulo, se tornando o jogador com mais jogos por uma única equipe na historia do futebol.
- Em 20 de abril de 2014, o goleiro recebeu três certificados do Guinness, o livro dos recordes como jogador que mais vezes atuou e foi capitão de um mesmo time na história do futebol. Ganhou a oficialização como jogador que mais vezes atuou por um mesmo time na história do futebol mundial, onde atuou por 1.139 e o certificado de jogador que mais foi capitão de um mesmo time com 888 partidas. O Guinness também apurou recorde de gols que indica 117, o máximo já anotado por um goleiro.[212]
- No dia 27 de outubro de 2014, o goleiro superou o recorde de Ryan Giggs de mais vitórias em um único time, contra o Goiás no Morumbi, recorde que antes era de 589 jogos.
- Em 5 de março de 2022, agora como técnico do São Paulo, tornou-se o técnico com mais vitórias nos seus primeiros clássicos na história do clube. O agora treinador venceu todos os seus primeiros quatro clássicos no comando do clube, ultrapassando técnicos históricos do clube como Muricy Ramalho e Paulo Autuori.[101]

## Vida pessoal
Rogério Ceni foi casado com Sandra Ceni entre 2000 e 2014 e tem duas filhas gêmeas, Clara e Beatriz, nascidas em 2004. O jogador também tem um filho com a atriz Ana Paula Vieira, chamado Henrique, fruto de uma relação fora do casamento; Henrique nasceu em 2012, mas somente em 2014 o jogador o reconheceu publicamente, declarando por nota em seu site oficial que é o pai da criança.
Em relação a gostos pessoais, Rogério Ceni é conhecido por apreciar sons musicais voltados ao estilo rock 'n' roll. Suas bandas favoritas são AC/DC, Dire Straits, Lynyrd Skynyrd, Pink Floyd, Meat Loaf, Scorpions, Metallica, U2 e o artista norte-americano Elvis Presley. O atleta inclusive já assistiu muitos shows no Estádio do Morumbi, como o de Roger Waters, ex-baixista e ex-vocalista do Pink Floyd.
Em 2008, recebeu uma homenagem da banda de rock Dr. Sin, da qual todos seus integrantes são torcedores do São Paulo. A banda fez uma música chamada “Número 1" especialmente para Rogério.
Em entrevista ao canal Fox Sports, Ceni revelou seus principais desejos quando se aposentar do futebol: ir a um jogo do tenista Roger Federer (o qual é fã declarado) e dormir até mais tarde.
Em entrevista ao portal de notícias ge, Ceni afirmou ser católico.

## Estatísticas como jogador

### Clube
- Atualizadas até 14 de dezembro de 2015

| Clube     | Ano   | Campeonato Brasileiro | Campeonato Brasileiro | Copa do Brasil | Copa do Brasil | Competições internacionais¹ | Competições internacionais¹ | Outros torneios² | Outros torneios² | Total | Total |
| Clube     | Ano   | Jogos                 | Gols                  | Jogos          | Gols           | Jogos                       | Gols                        | Jogos            | Gols             | Jogos | Gols  |
| --------- | ----- | --------------------- | --------------------- | -------------- | -------------- | --------------------------- | --------------------------- | ---------------- | ---------------- | ----- | ----- |
| São Paulo |       |                       |                       |                |                |                             |                             |                  |                  |       |       |
| 1990      | –     | –                     | –                     | –              | –              | –                           | –                           | –                | –                | –     |       |
| 1991      | –     | –                     | –                     | –              | –              | –                           | –                           | –                | –                | –     |       |
| 1992      | –     | –                     | –                     | –              | –              | –                           | –                           | –                | –                | –     |       |
| 1993      | 1     | 0                     | –                     | –              | 12             | 0                           | –                           | –                | 13               | 0     |       |
| 1994      | 5     | 0                     | –                     | –              | 8              | 0                           | 10                          | 0                | 23               | 0     |       |
| 1995      | 4     | 0                     | 4                     | 0              | –              | –                           | 14                          | 0                | 22               | 0     |       |
| 1996      | –     | –                     | –                     | –              | –              | –                           | 6                           | 0                | 6                | 0     |       |
| 1997      | 25    | 2                     | 4                     | 0              | 7              | 0                           | 34                          | 1                | 70               | 3     |       |
| 1998      | 22    | 0                     | 5                     | 0              | 5              | 0                           | 25                          | 3                | 57               | 3     |       |
| 1999      | 23    | 1                     | 3                     | 0              | 12             | 1                           | 27                          | 3                | 65               | 5     |       |
| 2000      | 24    | 3                     | 12                    | 1              | 10             | 0                           | 32                          | 4                | 78               | 8     |       |
| 2001      | 23    | 0                     | 7                     | 0              | 2              | 0                           | 24                          | 2                | 56               | 2     |       |
| 2002      | 23    | 1                     | 7                     | 1              | 1              | 0                           | 21                          | 3                | 52               | 5     |       |
| 2003      | 41    | 2                     | 7                     | 0              | 9              | 0                           | 13                          | 0                | 70               | 2     |       |
| 2004      | 42    | 3                     | –                     | –              | 17             | 2                           | 9                           | 0                | 68               | 5     |       |
| 2005      | 38    | 10                    | –                     | –              | 18             | 6                           | 19                          | 5                | 75               | 21    |       |
| 2006      | 29    | 8                     | –                     | –              | 15             | 3                           | 13                          | 5                | 57               | 16    |       |
| 2007      | 35    | 7                     | –                     | –              | 11             | 1                           | 20                          | 2                | 66               | 10    |       |
| 2008      | 35    | 4                     | –                     | –              | 11             | 0                           | 21                          | 1                | 67               | 5     |       |
| 2009      | 16    | 2                     | –                     | –              | 3              | 0                           | 15                          | 0                | 34               | 2     |       |
| 2010      | 38    | 4                     | –                     | –              | 12             | 1                           | 20                          | 3                | 70               | 8     |       |
| 2011      | 36    | 2                     | 7                     | 0              | 4              | 0                           | 21                          | 6                | 68               | 8     |       |
| 2012      | 24    | 3                     | –                     | –              | 10             | 1                           | –                           | –                | 34               | 4     |       |
| 2013      | 35    | 2                     | –                     | –              | 18             | 3                           | 16                          | 1                | 69               | 6     |       |
| 2014      | 35    | 8                     | 6                     | 1              | 8              | 0                           | 15                          | 1                | 64               | 10    |       |
| 2015      | 23    | 3                     | 5                     | 1              | 8              | 0                           | 18                          | 4                | 53               | 8     |       |
| Total     | Total | 577                   | 65                    | 67             | 4              | 201                         | 18                          | 392              | 45               | 1237  | 131   |

¹Estão incluídos jogos e gols da Copa Libertadores, Copa Sul-Americana, Recopa Sul-Americana, Copa CONMEBOL, Copa Mercosul, Copa Intercontinental e Copa do Mundo de Clubes da FIFA
²Estão incluídos jogos e gols pelo Campeonato Paulista, Torneio Rio-São Paulo, Copa Eusébio 2013, Copa Suruga Bank de 2013, Super Series de 2015 e amistosos

### Gols e assistências
- Total de gols marcados: 131
- Gols de falta: 61
- Gols de pênalti: 69
- Gols de bola rolando: 1
- Assistências: 8

### Pênaltis defendidos
- Pênaltis defendidos totais na carreira: 51
- Em decisões da Copa Libertadores da América: 7 de 21 (33,3%)
- Em decisões do Torneio Rio-São Paulo: 6 de 19 (31,5%)
- Em decisões da Copa CONMEBOL: 3 de 13 (23%)
- Em decisões do Torneio Santiago de Compostela: 1 de 5 (20%)
- Vitórias em decisões por pênalti: 13 de 16 (81,2%)

## Patrocinadores pessoais
- Topper – 2004
- Umbro – 2005–2007
- Penalty – 2008–2010
- Reebok – 2011–2012
- Mizuno – 2013–2015
- Poker – 2010–2015

## Estatísticas como treinador
- Atualizado até 30 de Março de 2025[carece de fontes?]

| Equipe    | Jogos | Vitórias | Empates | Derrotas | Aproveitamento |
| --------- | ----- | -------- | ------- | -------- | -------------- |
| São Paulo | 143   | 63       | 41      | 39       | 53.61%         |
| Fortaleza | 153   | 81       | 33      | 39       | 60.13%         |
| Cruzeiro  | 8     | 2        | 2       | 4        | 33.33%         |
| Flamengo  | 45    | 23       | 11      | 11       | 59.26%         |
| Bahia     | 103   | 54       | 19      | 30       | 58.58%         |

## Títulos como jogador
Fonte:
Sinop
- Campeonato Matogrossense: 1990

São Paulo
- Copa do Mundo de Clubes da FIFA: 2005[219]
- Copa Intercontinental: 1993
- Copa Libertadores da América: 1993 e 2005
- Copa Sul-Americana: 2012
- Recopa Sul-Americana: 1993 e 1994
- Supercopa Libertadores: 1993
- Copa CONMEBOL: 1994
- Copa Master da CONMEBOL: 1996
- Campeonato Brasileiro: 2006, 2007 e 2008
- Campeonato Paulista: 1998, 2000 e 2005
- Torneio Rio–São Paulo: 2001
- Supercampeonato Paulista: 2002

Categorias de base
- Campeonato Paulista (Categoria Juvenil): 1990
- Campeonato Paulista (Categoria Aspirante): 1993
- Copa São Paulo de Futebol Júnior: 1993
- Campeonato Paulista (Categoria Aspirante): 1995

Seleção Brasileira
- Copa das Confederações FIFA: 1997
- Copa do Mundo FIFA: 2002

### Prêmios individuais
- 4º Melhor Goleiro do Mundo - (Ballon d'Or/France Football): 2007
- Melhor Goleiro da América do Sul (IFFHS): 2005, 2006 e 2007
- Goleiro Ideal da América do Sul (El País, Uruguai): 2005 e 2006
- Bola de Ouro do Mundial de Clubes da FIFA: 2005
- Melhor jogador da final do Mundial de Clubes da FIFA - Chave de Ouro Toyota: 2005
- Melhor Jogador da Copa Libertadores da América: 2005
- Melhor Jogador da final da Copa Libertadores da América - Chave de Ouro Toyota: 2005
- Melhor Goleiro da Copa Libertadores da América: 2005
- Melhor Goleiro da Copa Sul-Americana: 2014
- Bola de Ouro (Placar): 2008
- Melhor jogador do Campeonato Brasileiro: 2006 e 2007
- Craque da Torcida: 2007 e 2014
- Bola de Prata (Placar): 2000, 2003, 2004, 2006, 2007 e 2008
- Melhor Goleiro do Campeonato Brasileiro (Troféu Mesa Redonda): 2004, 2005, 2006 e 2007
- Melhor Goleiro do Campeonato Paulista: 2005 e 2011
- 27º Melhor jogador do mundo- (Ballon d'Or/France Football): 2007
- 9º Melhor goleiro do mundo (Federação Internacional de História e Estatística do Futebol - IFFHS): 2005
- 6º Melhor goleiro do mundo (Federação Internacional de História e Estatística do Futebol - IFFHS): 2006
- 5º Melhor goleiro do mundo (Federação Internacional de História e Estatística do Futebol - IFFHS): 2007
- 11º Melhor goleiro do mundo (Federação Internacional de História e Estatística do Futebol - IFFHS): 2008
- 13º Melhor goleiro do mundo (Federação Internacional de História e Estatística do Futebol - IFFHS) da década: (2001–2009)

### Honrarias
- Entre os jogadores mais populares do mundo: 2007, 2008, 2009, 2011 e 2012 (Federação Internacional de História e Estatística do Futebol - IFFHS)
- 50º Maior brasileiro de todos os tempos (Sistema Brasileiro de Televisão - SBT): 2012

## Títulos como treinador
Fortaleza
- Campeonato Brasileiro - Série B: 2018[220]
- Campeonato Cearense: 2019[220] e 2020[220]
- Copa do Nordeste: 2019[220]

Flamengo
- Campeonato Brasileiro: 2020
- Supercopa do Brasil: 2021
- Campeonato Carioca: 2021

Bahia
- Campeonato Baiano: 2025[221]

### Prêmios individuais
- Melhor Treinador do Campeonato Brasileiro - Série B: 2018[222][223]
- Melhor Treinador da Copa do Nordeste: 2019[224]
- Melhor Treinador do Campeonato Cearense: 2019 e 2020[225][226]
- Melhor Treinador do Campeonato Brasileiro (Bola de Prata): 2020[227]
- Melhor treinador do Campeonato Paulista: 2022[228]
- Melhor Treinador do Campeonato Baiano: 2025[229]

### Honrarias
- Cidadão Honorário de Fortaleza[230]